# سیارک ۱۱۴۰۲۳
سیارک ۱۱۴۰۲۳ (به انگلیسی: 114023 Harvanek، نامگذاری:2002UL52)۱۱۴۰۲۳مین سیارک کشف شده‌است که در ۲۹ اکتبر ۲۰۰۲ کشف شد.